# Pierre (cardinal, 1127)
Pour les articles homonymes, voir Pierre.
Pierre, ou Pierre Octave (né en France, et mort après le 24 avril 1130), est un cardinal français du XIIe siècle. 

## Biographie
Pierre est un grand ami du futur saint Bernard de Clairvaux.
Le pape Honorius II le crée cardinal lors du consistoire de 1127. Le cardinal Pierre participe à l'élection de l'antipape Anaclet II en février 1130. Il est nommé cardinal-prêtre de S. Eustachio par l'antipape.